# 157P/Tritton
157P/Tritton – kometa krótkookresowa z rodziny komet Jowisza.

## Odkrycie
Kometę tę odkrył Keith P. Tritton 11 lutego 1978 roku na zdjęciu wykonanym za pomocą UK Schmidt Telescope. Podczas trzech ponownych zbliżeń do Słońca komety nie zaobserwowano i została uznana za zagubioną.
6 października 2003 roku amerykański astronom amator Charles Juels wykrył szybko poruszający się obiekt na zdjęciach wykonanych swoim 12-centymetrowym teleskopem. Jego kolega Paulo R. Holvorcem dokonał obróbki trzech „surowych” zdjęć obiektu i dostrzegł komę i warkocz. 7 października Sebastian F. Hönig zauważył podobieństwo orbity obiektu do zagubionej komety Trittona z 1978 roku, zaś jeszcze tego samego dnia Brian G. Marsden wykonał obliczenia, które potwierdziły, że jest to ta sama kometa.

## Orbita komety i właściwości fizyczne
Orbita komety 157P/Tritton ma kształt elipsy o mimośrodzie 0,60. Jej peryhelium znajduje się w odległości 1,36 j.a., aphelium zaś 5,46 j.a. od Słońca. Jej okres obiegu wokół Słońca wynosi 6,29 roku, nachylenie do ekliptyki to wartość 7,29˚.
Średnica jądra tej komety to maks. kilka km.